# Procès des Otages

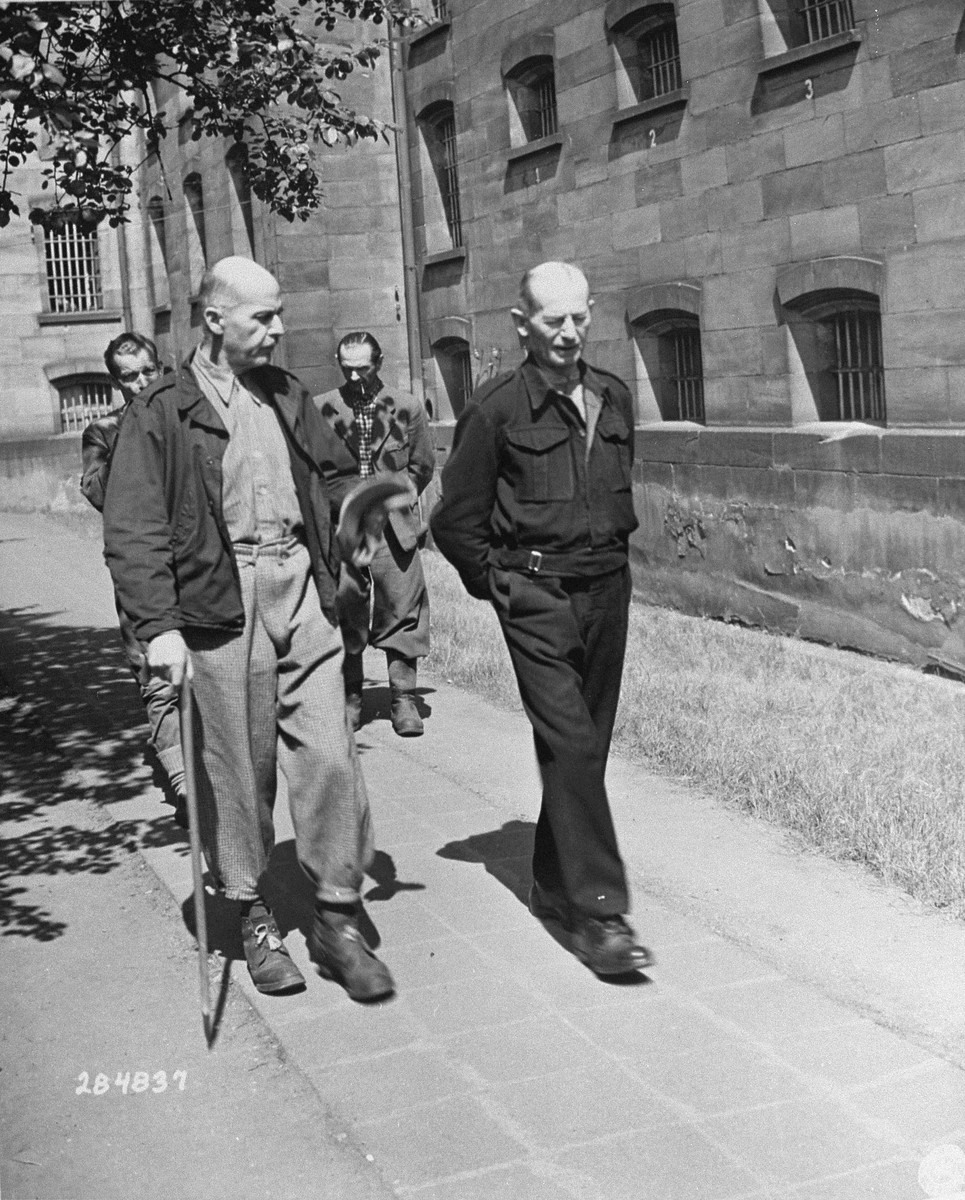
Wilhelm List (à gauche) et Walter Kuntze (à droite) dans la cour de la prison à Nuremberg

Le procès des Otages (officiellement The United States of America vs. Wilhelm List, et al.) a été le septième des douze procès pour crimes de guerre fait par les autorités américaines dans leur zone d'occupation en Allemagne, à Nuremberg, après la fin de la Seconde Guerre mondiale.
Ce procès est aussi connu comme « l’affaire du Sud-Est » car les accusés étaient tous des généraux allemands dirigeant des troupes allemandes dans le Sud-Est de l'Europe pendant la campagne des Balkans, à savoir en Grèce, Albanie et ce qui était alors la Yougoslavie. Ils ont été accusés de prises d'otages de civils et de leur exécution, mais également de l'exécution de « partisans », principalement commises vers l'année 1941, peu après l'invasion de la Yougoslavie et de la Grèce (exemples : massacre de Kraljevo, massacre de Kragujevac).
Les juges américains étaient Charles F. Wennerstrum de l’Iowa, George J. Burke du Michigan, et Edward F. Carter du Nebraska. Le président du conseil de l'instruction était Telford Taylor, le procureur en chef Theodore Fenstermacher. L'inculpation a lieu le 10 mai 1947. Le procès a eu lieu du 8 juillet 1947 au 19 février 1948. Parmi les douze inculpés, Franz Böhme s'est suicidé avant le début du procès (le 30 mai 1947), et Maximilian von Weichs n'a pas été jugé pour raisons médicales. Parmi les dix prévenus restants, deux ont été acquittés, les autres étant condamnés à des peines de prison allant de sept ans à la perpétuité. 